# Distruzione della flotta francese a Mers-el-Kébir
La distruzione della flotta francese a Mers-el-Kébir (nome in codice operazione Catapult) fu un'operazione navale della Royal Navy fra le più controverse e criticate della seconda guerra mondiale.

## Antefatti dell'operazione
La resa della Francia il 22 giugno 1940 aveva aperto un problema estremamente scottante e di grande interesse per tutti i belligeranti. Se l'esercito e l'aviazione francesi erano stati duramente sconfitti ed erano in procinto di essere fortemente ridimensionati in attuazione delle clausole armistiziali, la flotta francese era pressoché intatta, avendo subito poche perdite fino a quel momento.
Si trattava della quarta flotta da guerra del mondo in ordine di grandezza assieme a quella italiana. Al momento dell'armistizio la Marine Nationale disponeva di una portaerei, sei corazzate (anche se tre di esse erano in porti controllati dalla Gran Bretagna) e due incrociatori da battaglia, sette incrociatori pesanti, dodici incrociatori leggeri, numerosi cacciatorpediniere e altre unità minori. Comprensibile era la preoccupazione del governo britannico per la sorte delle navi francesi.
Il timore era già riscontrabile nella risposta del 16 giugno di Winston Churchill alla richiesta del presidente del consiglio francese Paul Reynaud di cominciare dei sondaggi per una pace separata: «esclusivamente a condizione che la flotta francese parta per i porti britannici durante i negoziati, il governo di Sua Maestà dà pieno consenso a un sondaggio [presso il governo tedesco, n.d.r.] del Governo Francese per accertare i termini di un armistizio per la Francia»
La prospettiva di una cattura della flotta da parte delle potenze dell'Asse si fece concreta quando venne reso noto l'articolo 8 dei termini armistiziali, così come proposto dai tedeschi: tutte le navi francesi sarebbero dovute rientrare immediatamente nelle acque territoriali e la flotta doveva essere smobilitata e messa in disarmo sotto il controllo tedesco o italiano. Sarebbero rimaste in servizio le unità necessarie per la difesa dell'impero coloniale. I francesi riuscirono a ottenere la modifica di queste dure condizioni e il risultato fu che le condizioni armistiziali vennero ratificate il 30 giugno a Wiesbaden e prevedevano che la flotta francese sarebbe stata messa in disarmo in porti francesi al di fuori della zona occupata.
La maggioranza delle navi da guerra francesi si concentrò nelle basi navali del Nordafrica e dell'Africa Occidentale Francese. Il grosso della flotta, composto dai moderni incrociatori da battaglia veloci Dunkerque e Strasbourg, dalle vecchie navi da battaglia Bretagne e Provence con relativa scorta, raggiunse i porti di Orano e di Mers El Kebir. La possente nave da battaglia Richelieu, che ancora non era operativa, aveva già da vari giorni lasciato la base di Brest raggiungendo felicemente il porto di Dakar. La gemella Jean Bart, completa solo al 77% e con solo la torretta di prua da 380 mm, riuscì a sua volta a raggiungere Casablanca lasciando il porto di St. Nazaire. Inoltre due vecchie navi da battaglia (la Paris e la Courbet), otto cacciatorpediniere e tre sommergibili si trovavano a Portsmouth e a Plymouth, mentre la corazzata Lorraine, con quattro incrociatori e tre cacciatorpediniere, si trovava ad Alessandria d'Egitto, parte integrante della Mediterranean Fleet.

## Londra non si fida
Quando le sorti della Campagna di Francia sembrarono decise a favore dei tedeschi, il comandante in capo della flotta francese, l'ammiraglio François Darlan, scrisse il 20 giugno 1940 al suo capo di Stato Maggiore, ammiraglio Maurice Athanase Le Luc, un messaggio riservato con il quale diceva: "Nel caso in cui gli avvenimenti militari conducessero a un armistizio nel quale le condizioni fossero imposte dai tedeschi, e se queste condizioni comportassero la resa della flotta, io non ho intenzione di eseguire quest'ordine". Sembra anche che lo stesso Darlan avesse aggiunto una postilla al messaggio nella quale si affermava che, in caso fosse giunto un ordine diverso da quanto stabilito in precedenza, avrebbe voluto dire che lui non era più padrone delle sue azioni e i comandanti delle navi dovevano agire autonomamente, se necessario ricorrendo all'autoaffondamento. La determinazione del comandante francese era netta. Tra il 14 e il 16 giugno vi furono frenetiche consultazioni ad alto livello tra francesi e inglesi. Tra pareri altalenanti, i francesi vennero informati che l'armistizio sarebbe stato accettato da parte inglese a patto che la flotta riparasse in porti controllati da parte britannica.
Dopo che il primo ministro, Maresciallo Pétain, lo ebbe nominato Ministro della Marina, il 24 giugno l'ammiraglio Darlan inviò ai suoi comandanti un nuovo messaggio cifrato:
"Approfitto delle ultime comunicazioni che posso trasmettere in cifra, per farvi conoscere il mio pensiero a questo proposito:
- Le navi da guerra smobilitate debbono restare francesi, con bandiera francese, equipaggio ridotto francese, soggiorno in porto francese metropolitano o coloniale.
- Segrete precauzioni debbono essere prese perché il nemico o lo straniero impadronendosi di una nave con la forza non se ne possa servire.
- Se la commissione di armistizio, incaricata d'interpretare i testi, decidesse altrimenti che nel primo paragrafo, al momento dell'esecuzione della nuova decisione, le navi da guerra, secondo un nuovo ordine, saranno condotte negli Stati Uniti oppure sabotate, se non si potesse fare altrimenti per sottrarle al nemico. Le navi rifugiatesi all'estero non dovranno essere impiegate in operazioni di guerra contro la Germania e l'Italia senza un ordine del comandante in capo delle forze marittime francesi. Xavier-377" (Xavier-377 era il nome in codice dell'Ammiraglio Darlan).

Questo messaggio venne intercettato e decrittato dall'intelligence britannica quello stesso giorno. La Royal Navy cominciò immediatamente a predisporre misure cautelative atte a impedire che le navi francesi potessero cadere sotto il controllo dei tedeschi e degli italiani. Nessuna misura cautelativa francese avrebbe potuto distogliere il governo britannico dal convincimento che, nel caso in cui i tedeschi avessero tentato con un colpo di mano d'impadronirsi della flotta francese, avrebbero ottenuto delle navi con cui rendere insostenibile la situazione britannica nel Mediterraneo, e forse anche nell'Atlantico.
Il 28 giugno il vice ammiraglio James Fownes Somerville assunse il comando di una potente squadra navale, la Forza H, composta dall'incrociatore da battaglia Hood, dalle navi da battaglia Resolution e Valiant, dalla portaerei Ark Royal, da due incrociatori e undici cacciatorpediniere.
Questa forza navale si sarebbe insediata a Gibilterra, con la possibilità di intervenire nell'Atlantico e contemporaneamente nel Mediterraneo occidentale, in cui il vuoto lasciato dai francesi lasciava la Regia Marina padrona della situazione. Il primo di luglio Somerville ricevette l'ordine di risolvere la situazione delle navi francesi ancorate a Mers El Kebir. Gli ordini in merito davano all'ammiraglio britannico il compito ingrato di porre ai comandanti francesi queste tre possibilità:
- lasciare il porto e seguire le navi inglesi fino in Gran Bretagna per continuare la lotta al fianco della medesima (fomentando di fatto un ammutinamento nei confronti del governo francese di Pétain, visto che in quel momento Charles de Gaulle muoveva ancora i suoi primi passi di politico)
- lasciare il porto con equipaggi ridotti seguendo la flotta inglese fino in Gran Bretagna, ove i marinai francesi avrebbero potuto scegliere se essere rimpatriati o arruolarsi nell'esercito di liberazione antitedesco;
- lasciare il porto con equipaggi ridotti e dirigersi sotto controllo della flotta inglese in un porto delle Indie Occidentali (ad esempio l'isola di Martinica, ove già era ormeggiata una portaerei francese, la Béarn, con alcune navi di scorta), con la garanzia, eventualmente prestata dagli Stati Uniti d'America, che, salvo in caso di rottura dell'armistizio franco-tedesco, alla flotta francese non sarebbe stato chiesto di combattere contro navi tedesche o italiane.

Sia nella prima sia nella seconda ipotesi, la Gran Bretagna si sarebbe impegnata a restituire, a guerra terminata, la flotta alla Francia e a indennizzare quest'ultima di eventuali danni che essa avesse dovuto nel contempo subire.
Se l'ammiraglio Marcel Gensoul, comandante della squadra francese, avesse rifiutato tutte e tre le proposte, la Forza H inglese avrebbe dovuto attaccare le navi francesi e distruggerle.

## Le trattative

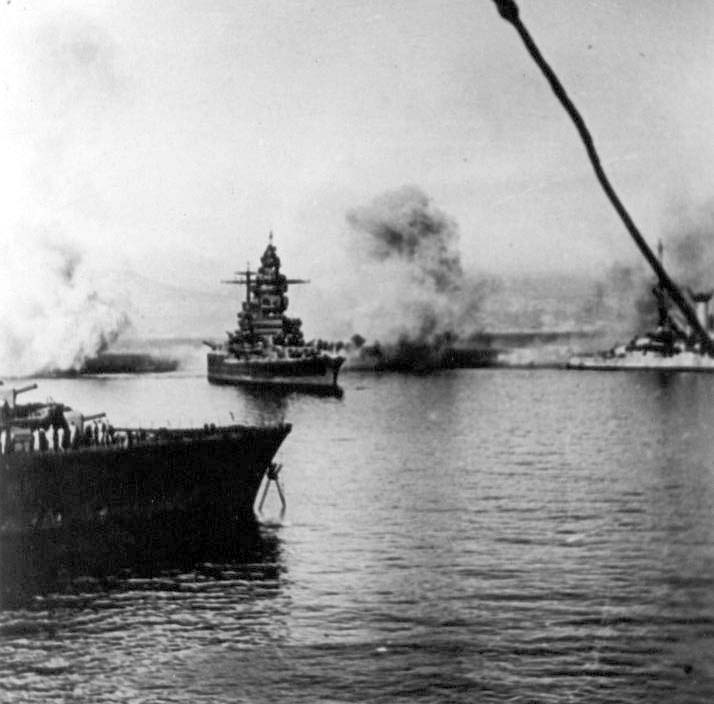
La Strasbourg sotto il fuoco

L'ammiraglio Somerville era contrario e riluttante a un'azione di forza contro una marina che fino a pochi giorni prima era alleata della marina di Sua Maestà, e che si era battuta con coraggio e perizia contro i tedeschi e gli italiani (da ricordare l'ottimo comportamento delle unità navali francesi durante la campagna di Norvegia, il loro supporto all'Operazione Dynamo e il riuscito bombardamento delle coste liguri da parte di alcuni incrociatori francesi, dopo l'attacco italiano a una Francia in pratica già sconfitta dai tedeschi). Una serie di alternative come quelle che sarebbero state proposte ai francesi non avrebbe dato loro altra scelta se non quella di resistere. Cionondimeno Somerville dovette eseguire gli ordini e, poco prima del tramonto del 2 luglio, le navi della Forza H uscirono dalla base di Gibilterra, sfilando sotto le finestre del consolato francese di Algeciras, per dar corso alla propria missione.
Alle prime luci del 3 luglio l'ammiraglio Gensoul, imbarcato sulla Dunkerque venne informato che la squadra britannica era apparsa davanti al promontorio della base navale di Mers-el-Kébir. All'apparire della Provence all'orizzonte della squadra inglese la posizione in porto delle quattro navi da battaglia francesi era delle più infelici. Le unità maggiori erano ormeggiate "di punta" al molo di levante, con la poppa collegata alla banchina e la prora a mare assicurata ai cosiddetti corpi morti in catena. Esse erano affiancate e tutte perpendicolari alla banchina a una distanza di circa 120 metri una dall'altra, con le torri prodiere puntate verso il mare e quelle poppiere a ridosso della diga, offrendo la fiancata destra al tiro inglese e ostacolandosi a vicenda nel rispondere al fuoco. I sei cacciatorpediniere erano attraccati alle boe nella zona settentrionale della rada, con le prore rivolte verso l'uscita. Le caldaie di tutte le navi, e in special modo delle corazzate, erano spente, mentre un quarto degli equipaggi si trovava a terra.
Il comandante britannico ordinò al capitano di vascello Cedric Holland, comandante della portaerei Ark Royal ed ex addetto navale a Parigi tra il 1937 e il 1939, di entrare in porto a bordo del cacciatorpediniere Foxhound, per consegnare al comandante francese la lettera con cui Somerville spiegava in dettaglio i dettami dell'ultimatum inglese. Infatti, prima ancora che l'HMS Foxhound arrivasse davanti all'imboccatura del porto, Gensoul aveva già ricevuto un messaggio radio da parte di Somerville, che gli intimava, senza mezzi termini, di unirsi alle navi inglesi per continuare a combattere contro i tedeschi o autoaffondarsi, sottolineando nel contempo di non effettuare alcuna manovra di sorta o tentativi di reazione, in quanto questi rilevabili dai ricognitori dell'Ark Royal apparsi nel cielo di Mers-el-Kébir e Orano. Ogni tentativo di reazione avrebbe comportato l'immediata apertura del fuoco da parte delle unità britanniche. L'unità inglese entrò in porto alle 7:24 e fu raggiunta da una vedetta portuale con a bordo il tenente di vascello Dufay, aiutante di Gensoul.
L'ammiraglio francese incominciò subito a reagire con energia alla situazione venutasi a creare, informando subito l'ammiraglio Darlan, con un primo messaggio partito dalla Dunkerque alle 8:45. Per una deprecabile serie di disservizi radio verificatisi in Francia, il suo primo messaggio pervenne allo Stato Maggiore della Marine Nationale solo alle ore 12:30.
Inizialmente l'ammiraglio francese rifiutò di ricevere Holland a bordo della Dunkerque adducendo motivi protocollari, ma alla fine accondiscese a ricevere l'inviato inglese. L'ultimatum, che offriva ai francesi diverse alternative, scadeva inderogabilmente alle ore 14:00. Alle ore 10:00 l'ammiraglio Gensoul segnalò ai britannici che non avrebbe aperto il fuoco per primo, ma che le sue navi avrebbero reagito a un atto di forza con le armi. La giornata trascorse in un continuo scambio di messaggi tra le due parti, mentre il comandante francese cercava d'informare l'ammiraglio Darlan della situazione. Nel frattempo, su iniziativa di Gensoul, le navi francesi si mettevano velocemente in condizioni di combattere. Gli equipaggi vennero frettolosamente fatti rientrare a bordo, raggiungendo direttamente i posti di combattimento, sgombrando le tende rimaste tese, fino a quel momento, a prora e a poppa delle navi. In quelle stesse ore i direttori di macchina avevano fatto accendere tutte le caldaie, osservando la lenta salita della pressione del vapore, evitando la sia pur minima emissione di fumo o vapore dai fumaioli delle unità. In coperta ci si preparò al disormeggio rapido, cioè a prua a filare a mare le catene di collegamento ai corpi morti, tranciando nel contempo gli ultimi cavi sottili che collegavano la poppa delle navi al molo. I direttori di tiro presero a inquadrare, dall'alto delle rispettive apparecchiature di punteria generale, le unità della Forza "H", trasmettendo i dati costantemente aggiornati alle centrali di tiro. Le batterie costiere furono frettolosamente riarmate, mentre fu richiesta la copertura aerea da parte dell'Armée de l'air, che poté mettere a disposizione, in un così breve lasso di tempo, quarantadue aerei da caccia Curtiss Hawk-75.
L'intenso lavoro francese non passò inosservato a bordo delle unità inglesi, tanto che alle 10:50 la Foxhound segnalò a Gensoul che al primo accenno di manovra le navi inglesi avrebbero aperto il fuoco. Alle 12:30 gli inglesi posarono sull'imboccatura della rada cinque mine magnetiche, sganciate da altrettanti biplani Fairey Swordfish. Tale azione suscitò la più viva indignazione dell'ammiraglio Gensoul. Alle 13:30 Somerville intimò nuovamente ai francesi di issare in testa d'albero, in segno di resa, un "pennello nero" (una bandiera di forma trapezoidale allungata), confermando che, altrimenti, le navi inglesi avrebbero aperto il fuoco alle 14:00. Alle 13:30 Gensoul, per cercare di guadagnare ulteriormente tempo, accettò di ricevere Holland, segnalando nel contempo a Somerville di essere in attesa di ordini da parte del proprio governo. Alle 13:50 Somerville inviò il Foxhound, con a bordo Holland, all'imboccatura della rada, prorogando tacitamente il termine dell'ultimatum. Inoltre l'ammiraglio inglese fece trasmettere in chiaro alle proprie unità di non aprire, per il momento, il fuoco.
Il comandante Holland, al termine di una lunga fase cerimoniale appositamente organizzata per guadagnare ulteriore tempo, incontrò Gensoul alle 15:15, intavolando subito una discussione atta a trovare un compromesso, disarmando le navi in loco. Solo nell'incontro con Gensoul il comandante inglese prese visione degli ordini di Darlan che vietavano tassativamente la consegna al nemico di navi francesi intatte.
Poco dopo le 16:00 gli inglesi intercettarono un messaggio del Ministero della Marina, trasmesso da un autocarro radio e indirizzato a Gensoul, che diceva: "Dovete rispondere alla forza con la forza. Se necessario chiamate l'aviazione e i sommergibili". Alle 16:10 gli inglesi intercettarono un ordine, attribuito al ministro della Marina, ma in realtà emanato dall'ammiraglio Maurice Athanase Le Luc, con il quale si avvertiva Gensoul che da Tolone stavano per salpare quattro incrociatori pesanti, mentre sei incrociatori leggeri sarebbero partiti da Algeri, per presentarsi davanti a Orano, in formazione di combattimento, a fronteggiare le forze inglesi.
Alle 16:15 il primo ministro inglese Winston Churchill ordinò all'ammiraglio Somerville di aprire il fuoco sulle navi francesi entro le 16:30. Alle 16:35 Holland tornò frettolosamente a bordo del Foxhound con il motoscafo di servizio, e l'unità inglese lasciò immediatamente il porto.
L'ammiraglio Somerville aveva deciso di aprire il fuoco senza sparare salve collettive ma, invece, singole bordate di quattro colpi per unità, tirate in lenta successione, da parte delle tre navi di linea che procedevano verso est a 20 nodi. Somerville preferì eseguire un tiro mirato, sia pure indiretto, al di sopra delle alture, da parte di ogni singola nave, regolando le correzioni grazie agli osservatori a bordo dei propri aerei da ricognizione, piuttosto che affidarsi a un caotico, anche se più celere, tiro di saturazione, destinato a coprire di colpi lo specchio d'acqua portuale. Questa decisione diede i suoi frutti.

## Le forze contrapposte
Le forze della Marine Nationale presenti nella rada di Mers-el-Kébir erano poste al comando dell'Ammiraglio Marcel Gensoul. Si trattava di quattro navi da battaglia, suddivise in due divisioni:
- 1ª Divisione di linea, componente la Force de Raid, dotata dei due moderni incrociatori da battaglia Dunkerque da 30750 t[8] (nave di bandiera dell'Ammiraglio Gensoul, al comando del capitano di vascello Jean Louis Négadelle) e Strasbourg da 31 400 t[8] (al comando del capitano di vascello Louis Edmond Collinet), armati con 8 pezzi da 330/50.
- 2ª Divisione di linea dotata delle due più vecchie corazzate da 28500 tonnellate Provence (nave di bandiera del contrammiraglio Jacques Félix Emmanuel Bouxin, al comando del capitano di vascello Gaston Théophile Edmond Barois) e Bretagne capitano di vascello Louis René Edmond Le Pivain), armate con 10 pezzi da 340/45 mm.

La loro scorta diretta era assicurata da sei cacciatorpediniere, tra cui spiccavano i due moderni esploratori classe Mogador della 6ª Divisione cacciatorpediniere, Mogador e Volta, nave di bandiera del contrammiraglio Emile Marie Lacroix, (comandante del 2me Escadron léger), mentre le altre unità erano Le Terrible (10ª Divisione cacciatorpediniere), il Kersaint, il Tigre e il Lynx (appartenenti alla 4ª Divisione cacciatorpediniere).
Era presente in rada anche la nave portaidrovolanti Commandant Teste, un'unità da 11500 tonnellate di scarso valore bellico, l'avviso coloniale Rigault de Genouilly e i pescherecci armati Esterel e Terre Neuve (quest'ultimo armato con bombe di profondità).
La base navale era inoltre difesa da una serie di batterie costiere:
- Canastel dotata di tre pezzi da 240/50 mm
- Fort Santoni dotata di tre pezzi da 194/50 mm
- Gambetta dotata di quattro pezzi da 120/40 mm
- Espagnole dotata di due pezzi antiaerei da 75/50 mm.

Per la protezione aerea l'Armée de l'Air metteva a disposizione 42 caccia Curtiss H-75 Hawk, inoltre sull'aeroporto di Orano-La Sénia vi erano i moderni bombardieri LeO.451 dei reparti GB I/25 e GB II/25, che però, in seguito alle disposizioni armistiziali, erano stati disarmati. Per la ricognizione marittima l'Aeronavale metteva a disposizione alcuni idrovolanti da ricognizione a medio raggio Loire 130.
Teoricamente disponibili a Orano vi erano i cacciatorpediniere Tramontane, Trombe, Typhon, Tornade, Boulonnais, Brestois, Bordelais, Casque, e Le Corsaire, la torpediniera Le Poursuivante, e i sommergibili Eurydice, Ariane, Danae, Diane, Pysche, e Oreade. Ad Algeri si trovavano gli incrociatori leggeri La Galissoniere, Marsellaise e Jean De Vienne della 3ª Divisione Incrociatori, Georges Leygues, Gloire e Montcalm della 4ª Divisione Incrociatori, i cacciatorpediniere Indomptable e Le Malin della 8ª Divisione Cacciatorpediniere e Fantasque e L'Audacieux della 10ª Divisione Cacciatorpediniere.
La Forza H, normalmente basata a Gibilterra, era ai comandi dell'ammiraglio James Fownes Somerville. Essa disponeva dell'incrociatore da battaglia Hood (nave ammiraglia), delle corazzate Resolution e Valiant, della portaerei Ark Royal, e degli incrociatori Arethusa e Enterprise. Le navi erano scortate dai cacciatorpediniere Faulkner, Foxhound, Fearless, Forester, Foresight, Escort, Kepple, Active, Wrestler, Vidette e Vortigern.
La componente aerea imbarcata sulla portaerei Ark Royal consisteva in 12 cacciabombardieri Blackburn Skua del No.800 Squadron, 12 cacciabombardieri Blackburn Skua del No. 803 Squadron, 12 aerosiluranti Fairey Swordfish del No. 810 Squadron, 9 aerosiluranti Fairey Swordfish del No. 818 Squadron e 9 aerosiluranti Fairey Swordfish del No. 820 Squadron.

## La battaglia
Immediatamente dopo la partenza di Holland l'ammiraglio francese diede disposizione ai rimorchiatori di aprire le reti che ostruivano l'ingresso alla rada, per consentire alle navi di uscire in mare aperto sfruttando un varco lasciato dalle mine inglesi, non rilevato dai britannici. L'ordine di uscita delle navi francesi era stato fissato precedentemente. Per primi sarebbero salpati i due incrociatori da battaglia, seguiti subito dopo dalle due più lente corazzate. Non appena usciti dalla rada e dalla prospiciente spiaggia, le possibilità sarebbero state di nuovo equilibrate. Per mollare gli ormeggi, prendere velocità e portarsi oltre le ostruzioni erano necessari diversi minuti, durante i quali il fuoco concentrato inglese avrebbe investito le unità francesi costrette a seguire un percorso obbligato della lunghezza di circa 3000 metri.

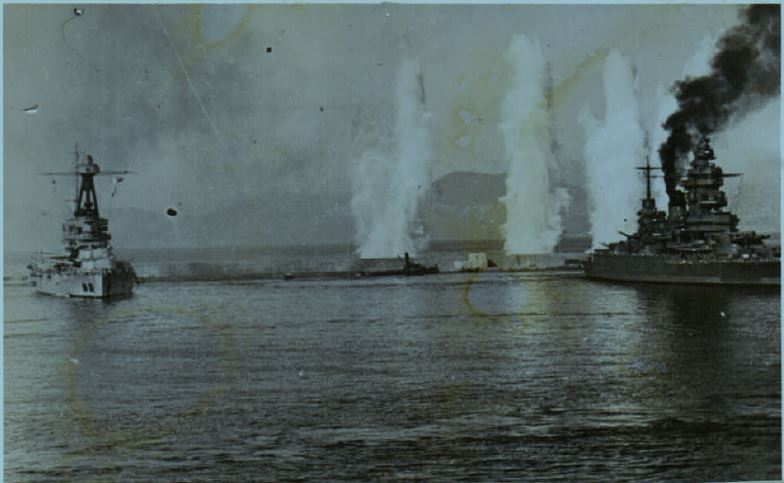
L'incrociatore da battaglia Strasbourg e la corazzata Provence sotto il fuoco inglese

Alle 16:56 le unità inglesi aprirono il fuoco con i grossi calibri, sparando una prima salva di quattro colpi l'una da una distanza di poco meno di 14000 m, in navigazione a 20 nodi. Mentre le corazzate aprivano il fuoco i cacciatorpediniere della 13th Flotilla (secondo Somerville le unità più "spendibili") emisero una densa cortina fumogena al largo del porto che, complice il vento spirante da est, ben presto occultò le navi inglesi, lasciando saltuariamente alla vista dei cannonieri francesi l'alberatura delle navi da battaglia inglesi. La seconda salva inglese, arrivata a meno di trenta secondi dalla prima, sfiorò la diga foranea, sbrecciandola in alcuni punti e sollevando, in sopraggiunta alle grandi colonne d'acqua alte anche sessanta metri, larghe trenta e della durata di dodici secondi, nubi di terriccio e numerosissime schegge di cemento e pietra che ostacolavano la visibilità. La terza salva inquadrò definitivamente il porto, centrandolo al pari delle successive con mortale precisione.
Le unità francesi ricevettero l'ordine di rispondere al fuoco alle 16:57. Nonostante la sfavorevole posizione le corazzate francesi mollarono gli ormeggi e tentarono di guadagnare l'uscita del porto. Contemporaneamente furono lanciati gli idrovolanti Loire 130 imbarcati sulle unità della 1ª Divisione di linea per favorire la direzione del tiro dei pezzi di grosso calibro. Alle 16:58 il tenente di vascello Pierre Marie Emile Cherrière, direttore di tiro della Provence (e campione di tiro della flotta per l'anno precedente), aprì il fuoco sulle navi inglesi con i pezzi da 340/45 mm, senza curarsi del fatto che le vampe dei cannoni di grosso calibro investivano le sovrastrutture dell'incrociatore da battaglia Dunkerque. La prima salva francese, diretta contro l'incrociatore da battaglia Hood, risultò corta di 2000 m. La prima nave francese a essere colpita dal tiro inglese fu la Dunkerque, ancora ferma all'ormeggio, che ricevette un proiettile da 381 mentre stava finendo di mollare a mare l'ultima catena. Il proiettile attraversò l'hangar degli idrovolanti senza esplodere.

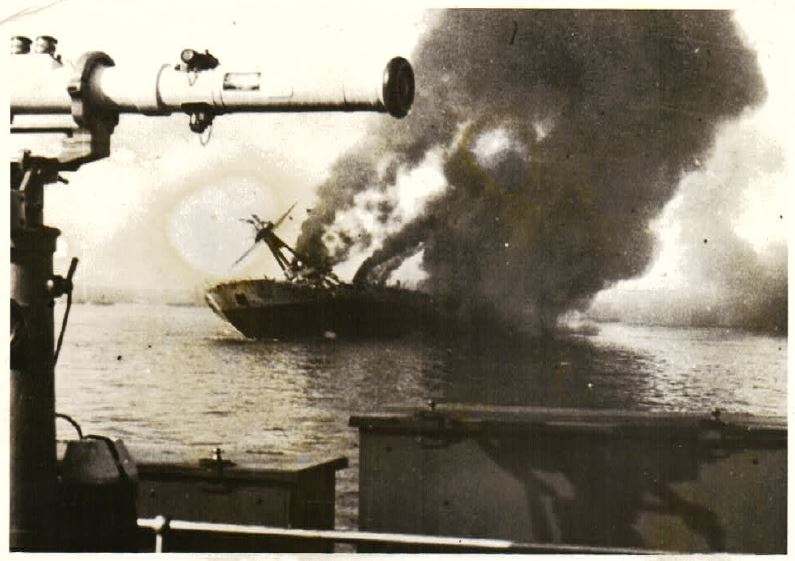
la nave da battaglia Bretagne durante l'affondamento

Alle 16:59 la corazzata Bretagne, ormai libera dagli ormeggi ma ancora a ridosso del molo, fu colpita in rapida successione da almeno tre proiettili da 381 mm. Il primo colpo, appartenente alla quarta salva inglese, centrò il locale caldaie e in meno di sessanta secondi la nave divenne ingovernabile, incominciando ad appopparsi pesantemente. I danni erano talmente gravi da costringere il suo comandante, capitano di vascello Le Pivain, a dare l'ordine di abbandonare la nave. La corazzata fu colpita, alle 17:06, da altri due proiettili da 381 mm, con uno dei colpi che penetrò in un deposito munizioni di grosso calibro a poppa, mentre l'ultimo centrò la nave quando era già sbandata. Alle 17:09 la corazzata si capovolse rapidamente sul lato di dritta e affondò, intrappolando al suo interno 977 uomini dell'equipaggio.
Sotto i colpi nemici la Strasbourg, la Dunkerque e la Provence finirono di lasciare gli ormeggi e si diressero a lento moto verso l'imboccatura del porto, al pari dei sei cacciatorpediniere di scorta che stavano manovrando indipendentemente. La nave ammiraglia francese procedeva a lento moto, per la paura del suo comandante di aspirare fango dalle prese a mare dei condensatori, sparando contro le navi inglesi a ritmo accelerato, tirando in tutto una quarantina di colpi di grosso calibro. La Provence, che procedeva lentamente e di conserva al Dunkerque, sparava come e quando poteva attraverso gli spazi lasciati liberi dalle sovrastrutture di quest'ultima. Contrariamente alle due unità precedenti, lo Strasbourg, al comando del capitano Louis Collinet, prese subito velocità passando da 5 a 10 nodi allo scopo di allontanarsi il più presto possibile dalla zona battuta dai grossi calibri inglesi. La scelta di Collinet si rivelò giusta, perché alle 17:03 entrambe le navi da battaglia francesi furono nuovamente colpite in rapida successione. Un proiettile di grosso calibro cadde sulla seconda torre corazzata della Dunkerque, non riuscì a penetrare la corazzatura, ed esplose all'esterno. L'esplosione fu talmente forte da uccidere gli addetti ai pezzi della mezza torre di dritta, mettendo momentaneamente fuori uso due pezzi su quattro. L'ogiva di quel proiettile rimbalzò sulla Provence che procedeva affiancata, uccidendo Cherrière e alcuni suoi stretti collaboratori. Subito dopo due ulteriori proiettili da 381 mm centrarono la Dunkerque, provocando l'avaria dei ventilatori del locale motrici di poppa, che venne immediatamente invaso dai fumi, e l'interruzione dell'energia elettrica a bordo, bloccando le torri di grosso calibro. La nave riuscì a spostarsi lentamente sul lato opposto del porto, meno esposto al tiro britannico. Alle 17:13 il suo comandante decise di portarla davanti a St. André, dove diede fondo alle ancore, per impedire l'affondamento dell'unità.
Contemporaneamente all'ammiraglia anche la Provence fu centrata da un ulteriore colpo da 381 mm che attraversò la scarsa protezione orizzontale della nave, esplodendo e aprendo una falla nello scafo. Si scatenò poi un grosso incendio che si diresse verso il deposito munizioni delle torri poppiere di grosso calibro. L'incendio delle munizioni avrebbe sicuramente fatto saltare in aria la nave ma l'equipaggio allagò la santabarbara salvando l’unità. La vecchia corazzata, dopo aver dato fondo anch'essa alle 17:13, nel corso della notte venne fatta incagliare di fronte a Roseville per impedirne l'affondamento. Durante il combattimento la Provence era riuscita a sparare in tutto 23 colpi di grosso calibro, principalmente contro lo Hood.

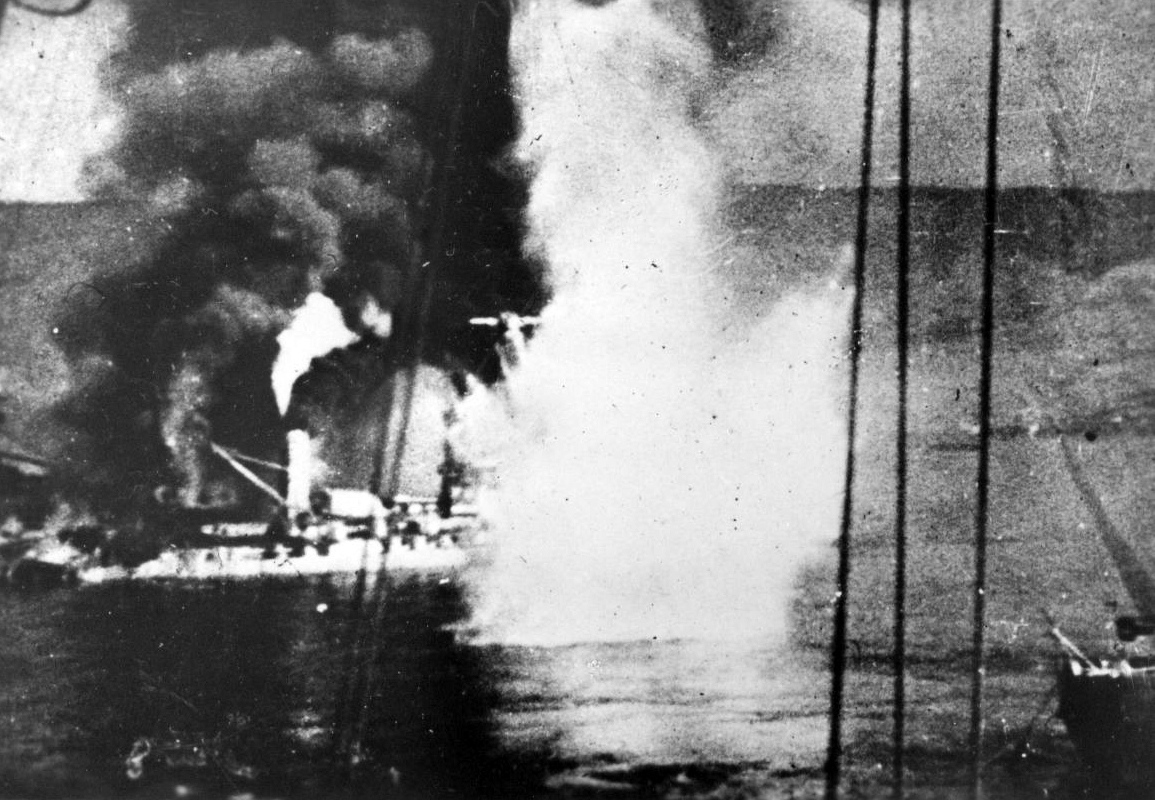

Il cacciatorpediniere Mogador, che alla guida di altre cinque unità stava cercando di uscire dal porto navigando a 24 nodi, avvistò il cacciatorpediniere Wrestler che in testa a tutti stava stendendo una ormai imponente cortina fumogena. Il caccia francese stava mettendo i pezzi in punteria, quando, improvvisamente, si trovò di fronte uno dei rimorchiatori che stavano aprendo le reti antisommergibili. L'unità dovette fermarsi per evitare una collisione e fu colpita a poppa da un proiettile da 381 mm, la cui esplosione innescò anche quella delle bombe antisommergibile pronte sulle tramogge poppiere. La nave, con la poppa troncata di netto all'altezza del secondo impianto poppiero da 138/50 mm, ormai ingovernabile e in preda agli incendi, venne evitata di stretta misura dal cacciatorpediniere Volta. Con l'assistenza di rimorchiatori locali il cacciatorpediniere fu portato a dar fondo su di un basso fondale (7 metri d'acqua), davanti a Ste. Clotilde. Ormai stavano incominciando a sparare anche le batterie costiere francesi, ma il loro tiro si rivelò scarsamente efficace in quanto le navi inglesi risultavano protette dall'orografia della costa, dalle cortine fumogene e in qualche caso anche dalla posizione della navi francesi. Alle 17:00 Somerville segnalò a Londra di essere duramente impegnato, ordinando ai vecchi caccia della 13th Flottila di aumentare l'emissione di fumo. A causa del tiro celere della Dunkerque, che alle 17:04 aveva finalmente inquadrato lo Hood, l'ammiraglio Somerville diede ordine di accostare in fuori, dopo nove minuti dall'inizio della battaglia, facendo rotta verso nord. Il tiro francese causò allo Hood solamente alcuni danni da schegge, con due feriti a bordo. Entro le 17:10 le navi inglesi si allontanarono dalla costa, portandosi a una distanza di 16000 metri. La batteria Canastel, su tre pezzi da 240/50 mm, sparò circa 15 colpi contro le alberature di un cacciatorpediniere britannico che emergevano nella nebbia artificiale. Nonostante, successivamente, la propaganda francese affermasse che l'unità in questione era stata affondata, il tiro venne subito, realisticamente, stimato troppo corto.
La batteria Santon, su tre pezzi da 194/50, aprì il fuoco contro lo Hood, sparando in tutto 31 colpi, con un tiro giudicato efficace dalle autorità francesi. La batteria Gambetta, su quattro pezzi da 120/40 mm, non intervenne nell'azione, in quanto i suoi cannoni non disponevano di una sufficiente gittata per impegnare le unità inglesi. Le navi inglesi, che si allontanavano per contromarcia a 20 nodi, sospesero il fuoco delle torri poppiere di grosso calibro alle 17:11. Tra le 17:04 e le 17:12 i caccia della 13th Flottila ricevettero l'ordine di uscire dalle proprie cortine fumogene e di stenderne di nuove per nascondere la manovra del gruppo principale della Forza "H". Tale ordine mise a dura prova l'apparato propulsore degli anziani cacciatorpediniere, tanto che la Vidette dovette abbandonare il combattimento e rientrare a Gibilterra. Alle 17:19 i cacciatorpediniere dell'originaria flottiglia di Gibilterra, inquadrati insistentemente dal tiro delle batterie costiere, da quello della Strasbourg e dei caccia Volta e Le Terrible, accostarono in fuori, favorendo così l'allontanamento del gruppo "Strasbourg" verso est.

## La fuga della Strasbourg
L'incrociatore da battaglia Strasbourg, approfittando del fumo che si alzava dopo l'esplosione della Bretagne, riuscì a guadagnare il largo, uscendo dal porto alle 17:10, procedendo a una velocità di 15 nodi. La nave passò indenne tra le ostruzioni e le mine magnetiche deposte qualche ora prima dagli aerosiluranti Fairey Swordfish della portaerei Ark Royal. La nave immediatamente sparò due salve da 330/50 mm contro il cacciatorpediniere inglese Wrestler. Il cacciatorpediniere inglese, raggiunto solo da alcune schegge, che non causarono danni di rilievo, accostò in fuori, cercando la protezione della propria cortina fumogena. Lo Strasbourg fece rotta a est, verso il mare aperto, a una velocità di 28 nodi, in direzione di Tolone. La scortavano i cacciatorpediniere Volta, Le Terrible e Tigre, mentre il Kersaint, che aveva le macchine in avaria, abbandonò la squadra per raggiungere Algeri. L'apparizione della nave francese sorprese non poco gli inglesi, con l'ammiraglio Somerville che richiese espressamente conferma alla propria ricognizione aerea, ricevendola solamente dieci minuti dopo. Lo Hood, scortato dai due incrociatori leggeri e dai tre cacciatorpediniere dell'8th Flottila (Faulknor, Foxhound e Forester), si diresse a intercettare le navi francesi che prendevano il largo. Purtroppo la velocità massima dello Hood, che a primavera, a causa delle tensioni con l'Italia, non aveva potuto effettuare a Malta il previsto lungo ciclo di lavori, era di soli 27 nodi. Nel tentativo di rallentare l'unità francese, l'Ammiraglio Somerville ordinò ai sei aerosiluranti Fairey Swordfish Mk. I, equipaggiati con bombe da 115 kg, e originariamente destinati ad attaccare le navi in rada, di cercare di colpire l'incrociatore da battaglia francese. L'azione non ebbe alcun esito diretto, costò la perdita di due aerei abbattuti dal tiro contraereo francese, ma costrinse lo Strasbourg a cambiare rotta perdendo parte del vantaggio iniziale. Somerville riuscì a stringere le distanze, giungendo a portare lo Hood al limite della portata efficace dei cannoni da 381 mm. Il capitano di vascello Collinet, comandante del gruppo "Strasbourg", non appena avvistò lo Hood diede ordine ai propri cacciatorpediniere di effettuare un attacco silurante. Tra le 17:40 e le 18:00 i cacciatorpediniere "Volta" e "Le Terrible" andarono all'attacco lanciando undici siluri (regolati su una corsa di 20.00 metri, a una velocità di 29 nodi) e facendo fuoco rabbiosamente con le loro artiglierie principali contro i cacciatorpediniere inglesi. Questo attacco non ebbe alcun esito, in quanto le navi inglesi si trovavano a più di 20–25 km di distanza. Tuttavia tale azione ebbe il risultato di distogliere l'attacco dei Fairey Swordfish contro lo Strasbourg, indirizzandolo verso i due cacciatorpediniere. Contemporaneamente i cacciatorpediniere Lynx e Tigre avvistarono e attaccarono con bombe di profondità il sommergibile Proteus in agguato davanti al porto di Orano. Intanto, giunto a una distanza di 25000 metri, Somerville ritenne inutile impegnarsi in un combattimento alla massima distanza con la nave francese, in rotta verso est, la quale avendo entrambe le torri di grosso calibro disposte a proravia delle sue sovrastrutture era impossibilitata a sparare verso il settore poppiero (questo notevole errore progettuale affliggeva anche le corazzate britanniche della classe Nelson). Dopo l'attacco silurante francese egli accostò in fuori, ricongiungendosi successivamente alle due navi da battaglia che arrancavano dietro lo Hood, riprendendo la linea di fila a una velocità di 20 nodi. Questa manovra venne riferita a Gensoul dalla ricognizione aerea francese, che non riuscì a fornire all'ammiraglio francese un chiaro movimento delle navi inglesi. Egli ebbe l'impressione che la formazione britannica avesse l'intenzione di ritornare davanti al porto per distruggere definitivamente le restanti unità, ormai impossibilitate a combattere. Alle 18:30 Gensoul fece inviare in chiaro a Somerville un messaggio con il quale chiedeva di sospendere il fuoco, accordando una tregua. Alle 18:35 fu ricevuta risposta negativa, che riproponeva i medesimi termini originari. Sempre convinti di un imminente ritorno offensivo dei britannici, alla fine i francesi decisero di alzare sull'ammiraglia il cosiddetto "pennello nero", una bandiera di forma allungata che significava la sospensione dei combattimenti, mentre per radio avvisarono che le navi avevano cessato ogni azione e che il personale di bordo sarebbe stato evacuato. La richiesta fu prontamente accolta da Somerville, che non aveva nessuna intenzione di prolungare oltre il penoso combattimento.
Gli aerosiluranti dell'Ark Royal diedero la caccia allo Strasbourg fino al tramonto ma senza successo. Il 6 luglio, dopo aver intercettato e decrittato un messaggio del comandante del Dunkerque, che comunicava danni lievi alla propria unità, un gruppo di aerosiluranti britannici effettuò un nuovo attacco di sorpresa: un siluro colpì il cacciasommergibili Terre-Neuve (ormeggiato contro la fiancata del Dunkerque) che saltò in aria con tutte le sue munizioni, causando 150 morti e un largo squarcio sulla fiancata del Dunkerque, che rimase fuori combattimento per oltre un anno.

### Operazioni parallele
Contemporaneamente all'attacco di Somerville i britannici si attivarono per la cattura delle navi francesi nei loro porti. Le operazioni vennero eseguite senza grossi incidenti (a parte la morte di un ufficiale francese sul sommergibile Surcouf) a Portsmouth e a Plymouth. Ad Alessandria d'Egitto l'ammiraglio Cunningham riuscì a risolvere la situazione nella maniera migliore, trovando un accordo accettabile con il comandante francese, ammiraglio Godfroy, concluso entro il 7 luglio. Lo stesso giorno una formazione navale al comando del capitano di vascello Onslow (una porterei leggera e due incrociatori) si presentava davanti al porto di Dakar, formulando una richiesta simile a quella di Mers El Kebir, a cui i francesi risposero allo stesso modo. All'alba del 9 luglio gli aerosiluranti della portaerei Hermes attaccarono le navi in porto e colpirono la Richelieu con un siluro. Per quanto di lieve entità i danni richiesero un anno di lavori, per le scarse risorse disponibili. La corazzata francese fu però ben in grado di intervenire con i suoi grossi calibri contro le navi britanniche e le forze della Francia Libera che il 23 e 24 settembre tentarono uno sbarco.

## Analisi e conseguenze
La marina di Sua Maestà britannica aveva compiuto la sua sanguinosa missione, creando non poca indignazione tra i francesi. La grande maggioranza del personale della Marine Nationale internato dagli inglesi fu in seguito molto riluttante, comprensibilmente, a schierarsi con le forze della Francia Libera. Il fallimento del tentativo di sbarcare a Dakar il 23 e 24 settembre, respinto a cannonate, fu una prova evidente dei danni che l'operazione Catapult aveva causato. Inoltre tutte le navi da guerra francesi ancora in grado di farlo diressero a Tolone, pericolosamente vicine agli appetiti italo-tedeschi. Il rischio di un "cambio di campo" da parte della Francia non fu realmente paventabile per il disorientamento e la prostrazione in cui i francesi si trovavano. Ma l'indignazione fu grande. Sarebbero stati necessari due anni e l'intervento americano, combinato con l'invasione tedesca della zona libera, perché le forze francesi del Nordafrica non opponessero più resistenza. E del resto fu due anni più tardi che i timori britannici (che pure nel 1940 erano comprensibili) vennero fugati, quando la flotta francese agli ordini dell'ammiraglio Jean de Laborde, con le bandiere di combattimento a riva, si autoaffondò a Tolone per evitare la cattura da parte dei tedeschi, tenendo fede a quanto era stato sempre affermato. Anche nel dopoguerra, e per parecchi anni, i rapporti tra marinai francesi e britannici, allorché si incontravano nei porti, furono improntati a sentimenti di profonda antipatia.
(Generale Charles De Gaulle in risposta all'auspicio di Churchill che la sua flotta si unisca a quella britannica contro i tedeschi)

### Perdite
|                      | Ufficiali | Sottufficiali | Marinai | Totale |
| -------------------- | --------- | ------------- | ------- | ------ |
| Bretagne             | 36        | 151           | 825     | 1012   |
| Dunkerque            | 9         | 32            | 169     | 210    |
| Provence             | 1         | 2             |         | 3      |
| Strasbourg           |           | 2             | 3       | 5      |
| Mogador              |           | 3             | 35      | 38     |
| Rigault de Genouilly |           | 3             | 9       | 12     |
| Terre Neuve          | 1         | 1             | 6       | 8      |
| Armen                |           | 3             | 3       | 6      |
| Esterel              | 1         | 5             |         | 6      |
| Totale               | 48        | 202           | 1050    | 1300   |

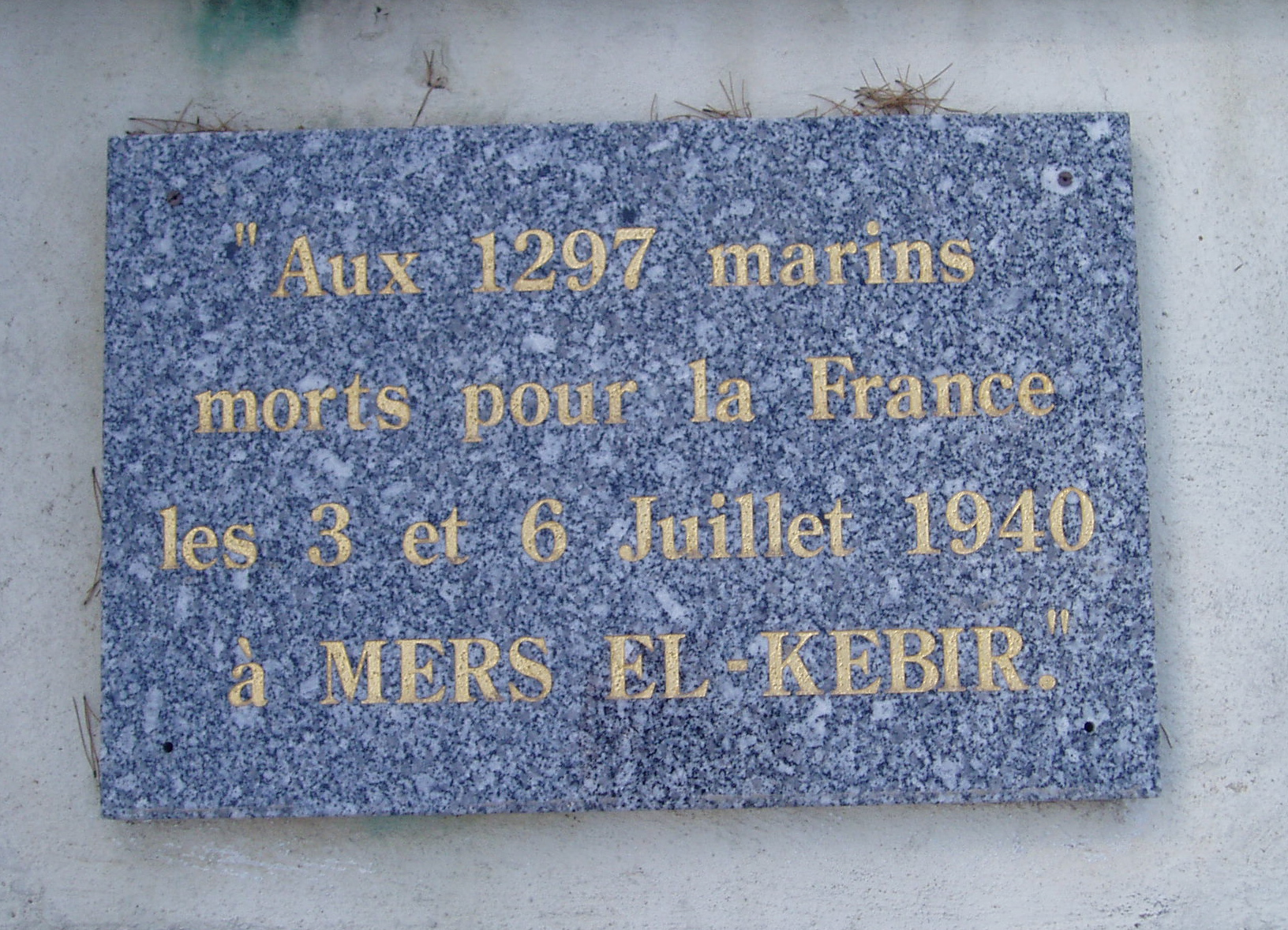
Targa commemorativa per i 1297 morti di Mers-el-Kébir

Gli inglesi da parte loro persero due uomini e sei aerei.

## Ordine di Battaglia

### Royal Navy
- HMS Hood - incrociatore da battaglia Classe Admiral - Ammiraglia della Force H
- HMS Resolution - nave da battaglia Classe Revenge
- HMS Valiant - nave da battaglia Classe Queen Elizabeth
- HMS Ark Royal - portaerei
- HMS Arethusa - incrociatore leggero Classe Arethusa
- HMS Enterprise - incrociatore leggero Classe Emerald
- HMS Faulknor - cacciatorpediniere
- HMS Foxhound - cacciatorpediniere
- HMS Fearless - cacciatorpediniere
- HMS Forester - cacciatorpediniere
- HMS Foresight - cacciatorpediniere
- HMS Escort - cacciatorpediniere
- HMS Keppel - cacciatorpediniere
- HMS Active - cacciatorpediniere Classe A
- HMS Wrestler - cacciatorpediniere Classe W
- HMS Vidette - cacciatorpediniere Classe V
- HMS Vortingen - cacciatorpediniere Classe V

### Marina francese (Marine nationale)
- Dunkerque - incrociatore da battaglia classe Dunkerque - Ammiraglia
- Strasbourg - incrociatore da battaglia classe Dunkerque
- Bretagne - nave da battaglia classe Bretagne
- Provence - nave da battaglia classe Bretagne
- Commandant Teste - Portaidrovolanti
- Mogador - cacciatorpediniere classe Mogador
- Volta - cacciatorpediniere classe Mogador
- Terrible - cacciatorpediniere classe Le Fantasque
- Lynx - cacciatorpediniere classe Chacal
- Tigre - cacciatorpediniere classe Chacal
- Kersaint - cacciatorpediniere classe Vauquelin